# GFAJ-1

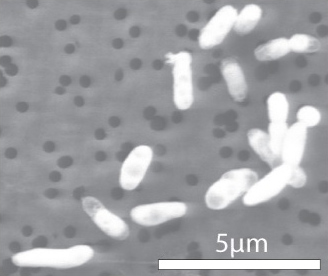
Células da bactéria GFAJ-1 cultivadas em fósforo.

GFAJ-1 é uma bactéria extremófila da família Halomonadaceae, que quando privada de fósforo, é capaz de incorporar o elemento arsénio, geralmente venenoso. A sua descoberta apoia a ideia já antiga de que a vida em outros planetas pode ter uma constituição química radicalmente diferente do modelo CHONPS encontrado na Terra e pode ajudar na procura de vida extraterrestre.
O artigo foi retirado em 2025.

## Descoberta
O micro-organismo GFAJ-1 foi cultivado e descoberto por Felisa Wolfe-Simon, uma astrobióloga da NASA que trabalha no U.S. Geological Survey em Menlo Park, Califórnia. O organismo foi isolado e cultivado ainda em 2009 a partir de sedimentos que ela e os seus colegas recolheram das margens do lago Mono, na Califórnia. O lago Mono é um lago hipersalino e muito alcalino. Tem também uma das mais altas concentrações naturais de arsénio do mundo  A descoberta foi amplamente divulgada em 2 de dezembro de 2010.
Na árvore da vida, segundo os resultados da sequenciação de ARNr 16S, GFAJ-1 situa-se junto de outras bactérias halófilas na família Halomonadaceae. Muitas destas bactérias são conhecidas por serem capazes de tolerar grandes concentrações de arsénio, mas GFAJ-1 pode ir mais longe. Quando privada de fósforo, pode em vez deste incorporar arsénio no seu ADN e continuar a desenvolver-se. Ao introduzir arsénio radioativo no meio de crescimento de alguns dos micróbios, Wolfe-Simon descobriu que aproximadamente uma décima parte do arsénio absorvido pelas bactérias encontrava-se nos seus ácidos nucleicos. No ADN extraído da células de GFAJ-1 privadas de fósforo, o arsénio ligou-se com o oxigénio da mesma maneira que o fósforo se liga ao oxigénio no ADN normal, e descobriu que quando cultivadas numa solução de arseniato as células desenvolviam-se a 60% da velocidade de desenvolvimento numa solução de fosfato -  não tão bem, mas ainda assim robustamente.
Quando os investigadores adicionaram arseniato radioativo à solução para seguirem a sua distribuição, descobriram que o arsénio estava presente nas frações celulares que continham as proteínas, lípidos e metabolitos como ATP e glicose, bem como nos ácidos nucleicos que compunham o seu ADN e ARN.
Um crítico sugeriu que contaminantes vestigiais presentes no meio de crescimento usado por Wolfe-Simon nas suas culturas de laboratório talvez sejam suficientes para fornecer o fósforo necessário para o ADN das células. Ele crê que é muito mais provável que o arsénio esteja a ser usado noutras partes das células.  É necessário saber quais as moléculas da células que contêm arsénio e se estas moléculas são ativas e funcionais.

## Implicações
A descoberta deste micro-organismo que pode usar arsénio para construir os seus componentes celulares pode indicar que a vida pode formar-se na ausência de grandes quantidades de fósforo disponível, aumentando assim a probabilidade de encontrar vida noutro local do universo. A sua descoberta apoia a ideia já antiga de que a vida noutros planetas pode ter uma constituição química radicalmente diferente da constituição dos seres vivos da Terra e pode ajudar na procura de vida extraterrestre.